# Nomads Indians Saints
Nomads Indians Saints è il terzo album in studio del duo musicale statunitense Indigo Girls, pubblicato nel 1990.

## Tracce
1. Hammer and a Nail – 3:50
2. Welcome Me – 4:36
3. World Falls – 3:44
4. Southland in the Springtime – 4:19
5. 1 2 3 – 4:12
6. Keeper of My Heart – 4:22
7. Watershed – 5:44
8. Hand Me Downs – 3:41
9. You and Me of the 10,000 Wars – 4:10
10. Pushing the Needle Too Far – 4:12
11. The Girl with the Weight of the World in Her Hands – 4:21

## Formazione
- Amy Ray - voce, chitarra
- Emily Saliers - voce, chitarra